# Ведано-Олона
Ведано-Олона (італ. Vedano Olona) — муніципалітет в Італії, у регіоні Ломбардія,  провінція Варезе.
Ведано-Олона розташоване на відстані близько 520 км на північний захід від Рима, 45 км на північний захід від Мілана, 7 км на південний схід від Варезе.
Населення — 7372 особи (2014).

## Демографія
Населення за роками:

Станом на 1 січня 2023 року в муніципалітеті офіційно проживало 450 іноземців з 48 країн, серед них 56 громадян країн Євросоюзу та 36 громадян України.

## Сусідні муніципалітети
- Бінаго
- Кастільйоне-Олона
- Лоцца
- Мальнате
- Варезе
- Венегоно-Суперіоре